# Pedro de Guzmán
Pedro de Guzmán, llamado el Cojo (fallecido en 1616) fue pintor del rey Felipe III, por nombramiento dado en Valladolid el 10 de febrero de 1601. 
Discípulo, según Ceán Bermúdez, de Patricio Cajés, debió de entrar hacia 1593 en la corte del Gran duque de Alba en Alba de Tormes. En el entorno del duque pudo entrar en contacto con Lope de Vega, que se ocupa de un retrato que le había pintado Guzmán, quizá solo esbozado, en uno de los sonetos de las Rimas, en el que aludía a las infidelidades de su amada Elena Osorio:

Retrato mío, mientras vivo ausente / guardad la puerta, asido de la llave / que haré a Guzmán que este bosquejo acave / con lo que me pusieren en la frente. /.../ Mi bien es de las Indias combatido; /dezid si el alma consintió en mi daño; / que el alma no la compra mortal precio. / Y pues Guzmán no os acabó el vestido / yo os le daré por este desengaño.

En 1601 fue nombrado pintor del rey, cargo que desempeñó hasta su muerte con unos gajes de 240 ducados anuales (90.000 maravedís), una cantidad igual a la que percibían los pintores italianos venidos a trabajar en El Escorial y el triple de lo que percibía un pintor de cámara como Alonso Sánchez Coello o Juan Pantoja de la Cruz. De retorno a Madrid, trabajó con los restantes pintores de la corte en la decoración del Palacio de El Pardo, correspondiéndole las pinturas de la bóveda del cuarto del Rey, no conservadas.
Falleció soltero en Madrid donde residía en la calle de Atocha y fue enterrado en el convento de la Merced el 7 de julio de 1616 según el libro de enterramientos de la Parroquia de San Sebastián. Para el cargo de pintor del rey que dejaba vacante fue designado Pedro Antonio Vidal, pero la Junta de Obras y Bosques solicitó que se dejase la plaza sin cubrir por las dificultades económicas del momento y solo con el nombramiento de Velázquez en 1623 se volvió a pagar una cantidad igual a un pintor del rey.